# Berfu Cengiz
Berfu Cengiz (nascida em 18 de outubro de 1999) é uma tenista turca.
Ela alcançou a melhor classificação mundial de sua carreira em simples da ITF, de posição 273, alcançada em 6 de outubro de 2023. Ela também teve a melhor classificação de duplas da ITF, de posição 214, alcançada em 15 de julho de 2019.
Cengiz venceu seu primeiro grande título do ITF na President's Cup de 2018 em Astana.